# Pueblo Seco
Pueblo Seco, (en catalán: Poble-sec) es un barrio del distrito barcelonés de Sans-Montjuich. Tiene una población estimada, a principios de 2020, de 40.139 habitantes.
Tiene alrededor de 70 hectáreas de extensión y está situado geográficamente entre la montaña de Montjuic y la avenida del Paralelo.

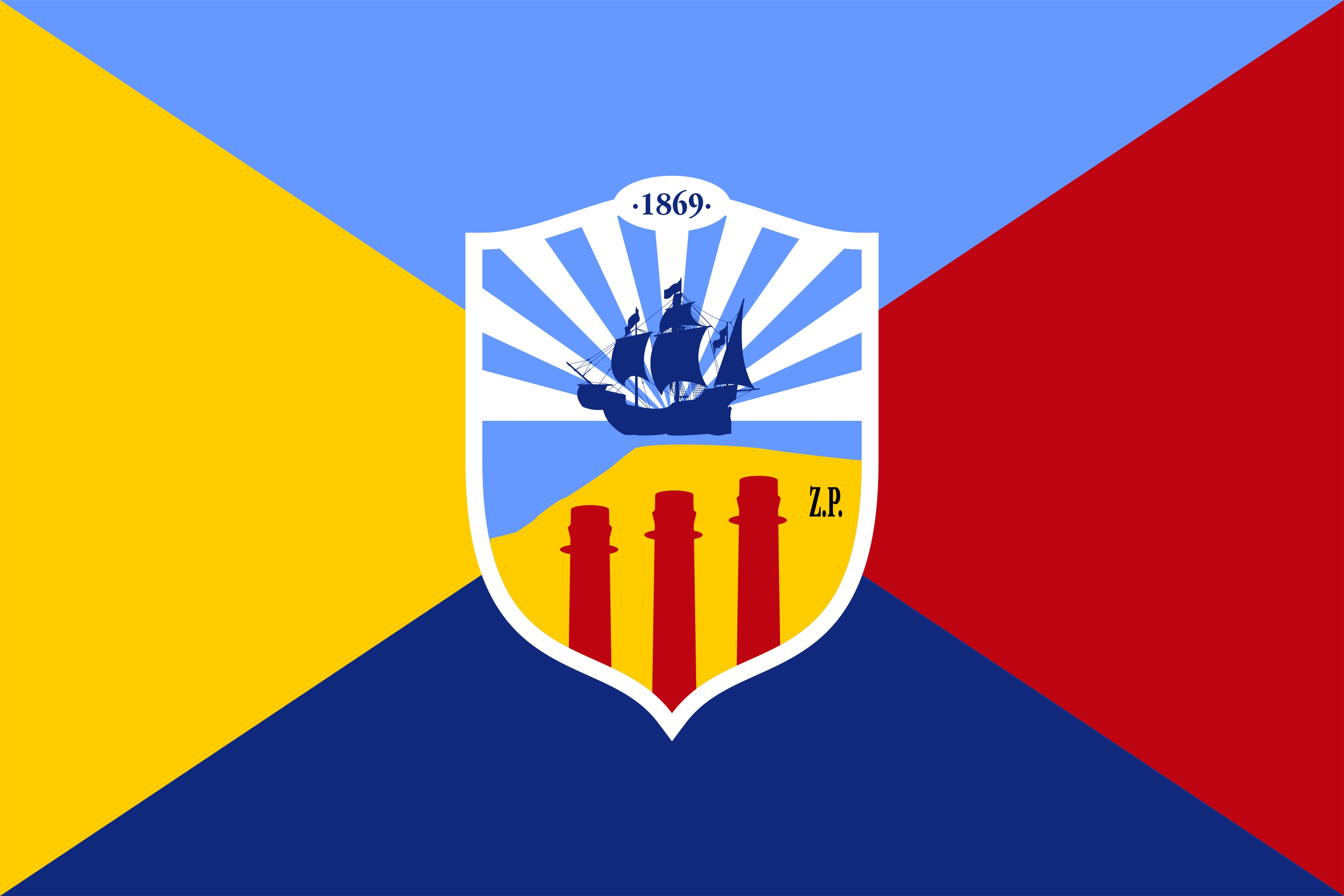
La Poble-sequina, la bandera del Poble-sec - Autor: Jordi Lladó (2020)

## Historia

### Historia medieval
La costa del Pueblo Seco, como puerto natural, se usó como puerto de la ciudad por íberos y romanos, y disponía de una vía de acceso a la ciudad. El puerto se usó habitualmente hasta el siglo X y esporádicamente hasta el siglo XIV. A principios del siglo XIII ya se construían barcos extramuros entre el torrente de Cagadell y Montjuïc, en unos terrenos donde Jaime I de Aragón prohibió la construcción de nuevas viviendas y derruyó las ya existentes. Durante el reinado de Pedro III de Aragón entre los años 1275 y 1285, se inició la construcción de las Atarazanas Reales de Barcelona, que constaban de un amplio edificio amurallado de planta rectangular que estaba abierto por el lado de mar enmarcando un gran patio central descubierto, con cuatro torres en sus ángulos, de las cuales dos todavía existen.
Fue, de hecho, el primer ensanche de Barcelona, anterior al proyectado por Ildefonso Cerdá. Las murallas de Barcelona fueron eliminadas en 1854 y el plan del Ensanche fue aprobado cinco años después, pero los propietarios tardaron aún unos años en edificar, debido a las reticencias contra el proyecto de Ildefonso Cerdá. Los terrenos situados en la parte más cercana al mar, en la falda de la montaña de Montjuic, no quedaban incluidos en el plan del Ensanche ni estaban sujetos a limitaciones urbanísticas. A partir de 1858 los propietarios empezaron a edificar según su conveniencia y a edificar sencillas casas para obreros. Surgieron de esta manera los barrios de la França Xica, Santa Madrona y las Huertas de San Beltrán, más tarde agrupados bajo el nombre genérico de Pueblo Seco.
Pueblo Seco es un barrio humilde pero a la vez privilegiado por su localización física en la ciudad y por el mestizaje cultural vivido en sus calles, desde sus orígenes hasta la actualidad. Se encuentra ubicado entre la montaña de Montjuic, el Puerto de Barcelona y al lado del núcleo más antiguo y céntrico de Barcelona. 
Antiguamente, este barrio era un territorio de cultivo y huertas encajado entre la montaña y la muralla que protegía la ciudad, por lo tanto estaba situado a extramuros.
Después de la Guerra de Sucesión en 1714, la montaña fue declarada zona militar, ya que se situó el castillo en la cima y el área del barrio era su zona de influencia. En aquella época había una normativa que impedía construir para que no hubiera obstáculos a los proyectiles que se disparasen desde el Castillo de Montjuich, ese fue el motivo por el que el Plan Cerdá no incluyó esta zona en su reforma y ampliación de la ciudad, en la que se derribaron las murallas de la Ciudad Vieja para hacer posible la planificación, desarrollo y expansión de la ciudad moderna.

### Revolución industrial
Durante el siglo XVIII la industrialización empezó a transformar el aspecto rural del territorio: carboneras para el puerto, secadero de telas, la explotación de la cantera de piedra de la montaña para construir edificios en la ciudad y sobre todo la implantación de la central eléctrica del Paralelo, conocida como La Canadenca, en 1882 hicieron que se derogara el área de influencia militar para poder construir viviendas para los trabajadores. Así se inició la urbanización del barrio; sin mucho orden y a petición de los propietarios de los terrenos, hacia 1869. Hasta 1894 no se instaló la primera fuente de agua [cita requerida] lo que ha dado lugar a que se especule que el nombre de "pueblo seco" deriva de la falta de fuentes en la zona. Sin embargo, según el historiador Miquel Badenas, el origen del nombre se encuentra en el hecho de que la actividad de las fábricas de tejidos que se instalaron a mediados del XIX secaron los pozos de agua de les Huertas de San Beltrán.
El Pueblo Seco está situado junto al barrio de El Raval, zona que en los años 1940 se conocía como el barrio Chino, y que reunía todo un conjunto de elementos característicos: su ambiente portuario y obrero, sus prostíbulos y también por ser lugar de diversión al ser una zona de cabarés, teatros y cafés-concierto, sobre todo en la avenida del Paralelo, que separaba ambos barrios y donde se vivía cercanamente la miseria que sacudía a sus habitantes en aquellos años de guerra y posguerra. Allí se respiraban los aires artísticos de un pequeño París, ambiente que poco a poco fue haciéndose más y más decadente. Un entorno social y geográfico en su conjunto que influyó, por ejemplo, en la formación de artistas con la personalidad de Joan Manuel Serrat, popularmente conocido como "el noi del Poble Sec" ("el chico del Pueblo Seco"), o de Jaume Sisa, vecinos de la calle del Poeta Cabanyes del barrio. En este barrio, y concretamente en la misma calle Poeta Cabanyes con Blai, también vivió Francesc Boix, conocido como El fotógrafo de Mauthausen.
En el histórico Paralelo del Pueblo Seco quedan todavía el Teatro El Molino, el Teatro Apolo, El Teatro Victoria, Teatro Condal y el Gran Teatro Español conocido como la Sala Barts, todos estos son símbolos vivos de la vida teatral y artística de la ciudad.
El Pueblo Seco ha sido desde siempre un barrio popular y intercultural que ha ido absorbiendo las oleadas de inmigrantes que han ido llegando al barrio.  

### SigloXX
En los años de posguerra la montaña de Montjuic estaba repleta de barracas por las personas que iban llegando y no tenían recursos en la ciudad. Los otros tres límites que rodeaban y rodean Pueblo Seco son: el Paralelo que lo separa del Raval, por otro lado el Puerto, y por último la Fira de Barcelona que había sido construida para acoger la Exposición Internacional de 1929 (Zona Ferial de Plaza de España, Avenida María Cristina y Palacio Nacional). Fue este un acontecimiento histórico para la ciudad, en el que se reformó y urbanizó gran parte de la montaña de Montjuic. Así surgió el Parque del Mirador del Pueblo Seco, realizado entre 1995 y 1997.
En la actualidad toda la montaña de Montjuïc que domina el barrio de Pueblo Seco conforma en su conjunto un paisaje verde con parques, museos, áreas deportivas y zonas de ocio, que es la mayor extensión de recreo de la ciudad. A raíz de la política urbanística llevada a cabo por el Ayuntamiento de Barcelona, focalizada en el aumento del turismo, el barrio de Pueblo Seco sufrió muchos cambios que afectaron a su arquitectura y a la vida de sus vecinos que, entre 2013 y 2015 realizaron movilizaciones de protesta resaltando la especulación inmobiliaria. [cita requerida]

#### Agrupaciones
- Castellers del Poble Sec